# دارکوب سرقرمز
دارکوب سرقرمز (نام علمی: Melanerpes erythrocephalus) نام یک گونه از تیره دارکوب است.